# 谢尔施泰滕
谢尔施泰滕是德国巴伐利亚州的一个市镇。总面积15.72平方公里，总人口997人，其中男性500人，女性497人（2011年12月31日），人口密度63人/平方公里。